# 周興 (唐朝)
周興（約651年—691年），長安县人，中国唐朝和武则天武周时代的酷吏。他主持了很多对李唐宗室的屠杀，691年也被人告发谋反，被来俊臣用请君入瓮之计制服，武则天将他流放，途中被仇家所杀。

## 生平
周興在年少时学习过律法，唐高宗时担任河陽（今河南省焦作市）县令。周兴有能力，被召至京师长安，唐高宗想要提拔他。然而，有人上书唐高宗，指出周兴没有通过科举考试，唐高宗因此改变了提拔周兴的念头。但周兴多次请托官员，等待提拔。宰相们並未告知他，最后只有魏玄同告诉他：“周县令，你可以走了。”周兴相信是魏玄同妨碍了自己的提升，便深深怀恨魏玄同。
唐高宗在683年驾崩，皇太子李顯即位为唐中宗，但唐中宗的母亲武后掌握政权。684年，唐中宗想要谋取真正的皇权，因而被废，弟弟豫王李旦被立为皇帝，唐睿宗。武后更坚定地掌握了政权。不久，爆发了英国公李敬业的叛乱，後被平定。
李敬业的叛乱引起武则天注意到有不少人要背叛她，便开始鼓励告密。當時，周兴擔任尚書省的尚書都事，开始积极参与告密行动，最后被提拔为秋官侍郎。据说有数千人因周兴的告密而死。
688年，郝象賢的仆人诬告郝象賢谋反，起因郝象賢的祖父郝处俊在高宗时期做過宰相，在高宗病重期间，反對武则天摄理政务。武则天非常怨恨郝处俊，於是就讓周兴审理郝象賢。周兴指控郝象賢有罪，宣布将郝家全家灭门。（在赴刑场的路上，郝象賢大声辱骂武则天。自从郝象賢死后，直到武则天死，所有犯人处死，一直要人用木头堵住犯人的嘴，禁止他骂出声来。）
之後，又一次针对武则天的叛乱，由高宗的哥哥越王李贞和他的儿子琅琊王李冲主導，武则天决定清洗李唐宗室，她派周兴执行这项计划。周兴指控太宗的弟弟韩王李元嘉、鲁王李靈夔，李元嘉的儿子黄国公李譔，太宗的妹妹常乐公主和她的丈夫趙瓌谋反，把他们带到东都洛阳处死。
689年，指控魏玄同是宰相裴炎的朋党，684年，裴炎因反武則天已被处死。周兴诬称魏玄同说：“太后老了，还是支持皇上长久些。” 武则天让魏玄同自杀。周兴指控燕国公黑齿常之叛国，黑齿常之被絞死。
690年，周兴建议剥夺李姓宗室的皇族身份，武则天同意這項建議。他诬告宰相韦方质，韦方质被流放，在流放地被杀。在武则天的侄子武承嗣指使下，他诬告高宗的庶出的儿子泽王李上金、许王李素节谋反，李素节被绞死，李上金自杀。
唐睿宗让位给武太后，武则天成为武周王朝的女皇帝。道州刺史李行褒被诬告谋反，被判处死刑。他的部下秋官郎中徐有功反对但没有成功。周兴还想通过这件事除掉徐有功，但是武则天没有同意，只是将徐有功解除职务。

## 請君入甕
691年，丘神勣被处死，有情报指控周兴与丘神勣有牵连，武则天让来俊臣主办此案。一天，来俊臣和周兴一起吃午饭，来俊臣问周兴：“许多犯人不肯招供，有什么办法让他们招吗？”周兴说：“这个容易，弄一口甕，在底下烧上火，把犯人放进去，他们就招了。”来俊臣接着立马弄一口大甕，在底下烧上火，然后向周兴宣布了对他的控告，接着说：“請君入甕吧。” 周兴只好承认对他的指控，他被流放。在流放的路上，被仇人杀死。

## 延伸阅读
[在维基数据编辑]
 《舊唐書·卷186上》，出自刘昫《舊唐書》
 《新唐書·卷209》，出自《新唐書》